# 达姆弗莱特
达姆弗莱特是德国石勒苏益格－荷尔斯泰因州的一个市镇。总面积16.10平方公里，总人口292人，其中男性148人，女性144人（2011年12月31日），人口密度18人/平方公里。